# لويس ألونسو ساندوفال
لويس ألونسو ساندوفال (بالإسبانية: Luis Alonso Sandoval) (27 سبتمبر 1981 بغوادالاخارا في المكسيك - ) هو لاعب كرة قدم مكسيكي في مركز الوسط. شارك مع منتخب المكسيك لكرة القدم. أما مع النوادي، فقد لعب مع نادي أطلس ونادي أمريكا ونادي تشياباس ونادي تيكوس ونادي غوادالاخارا ونادي مونتيري ونادي نيكاكسا وتيبورونيس روخوس دي فيراكروز ونادي موريليا الرياضي ونادي وأكاديمية غوادالاخارا للاحتياطيين ‏.

## وصلات خارجية
- لويس ألونسو ساندوفال على موقع قاعدة بيانات كرة القدم.إي يو (الإنجليزية)
- لويس ألونسو ساندوفال على موقع ناشيونال فوتبول تيمز (الإنجليزية)